# 74. Internationale Sechstagefahrt

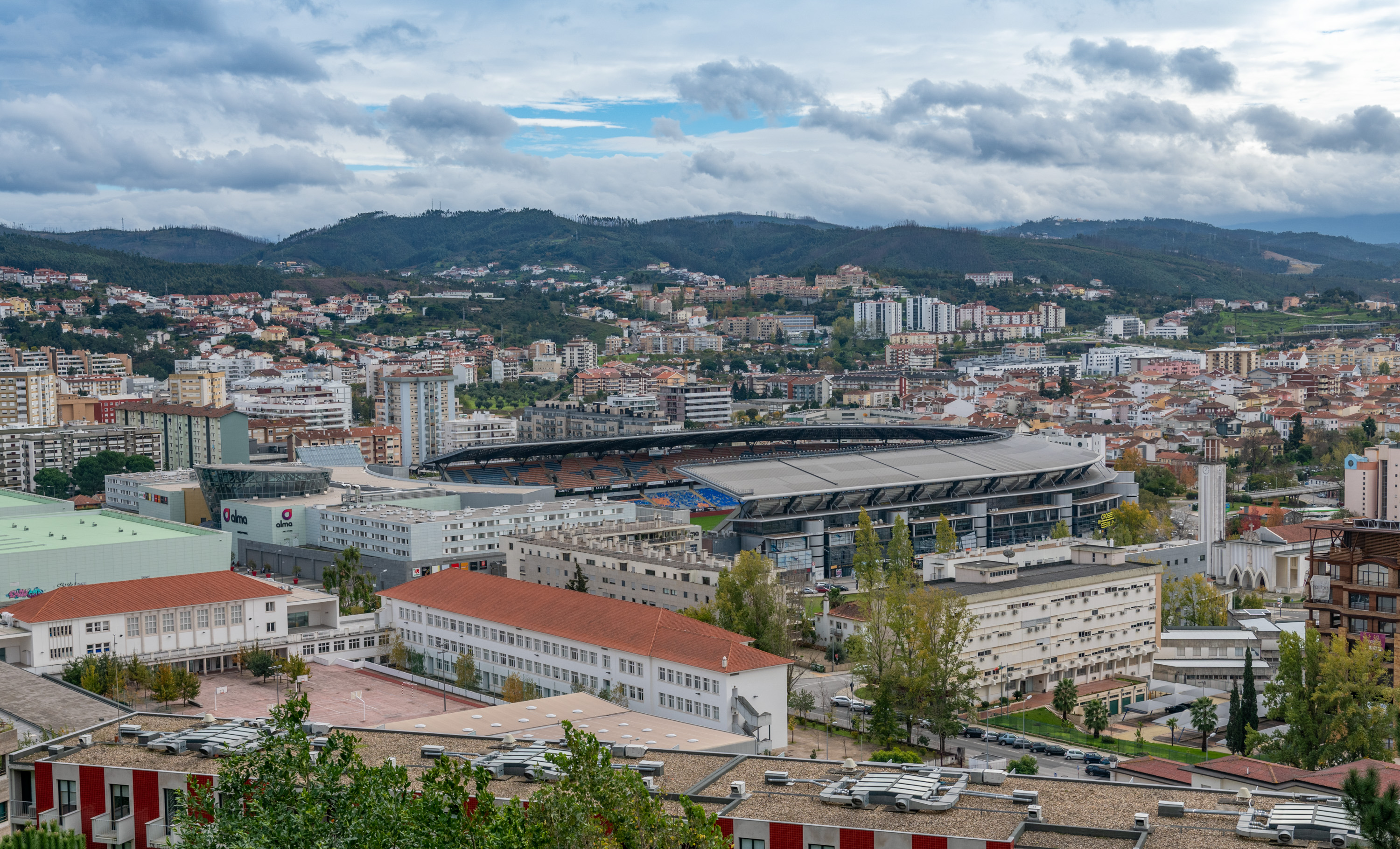
Coimbra, Start- und Zielort der einzelnen Etappen

Die 74. Internationale Sechstagefahrt war die Mannschaftsweltmeisterschaft im Endurosport und fand vom 13. bis 18. September 1999 im portugiesischen Coimbra sowie der näheren Umgebung statt. Die Nationalmannschaft Finnlands konnte zum insgesamt fünften sowie zweiten Mal in Folge die World Trophy gewinnen. Die Nationalmannschaft Spaniens konnte zum zweiten Mal in Folge die Junior World Trophy gewinnen.

## Wettkampf

### Organisation
Die Veranstaltung fand zum ersten Mal in Portugal statt.
Am Wettkampf nahmen 18 Teams für die World Trophy und 14 für die Junior Trophy teil. Insgesamt waren 428 Fahrer gemeldet.
Deutschland nahm an der World Trophy, Junior Trophy sowie mit x Clubmannschaften teil. Aus Österreich und der Schweiz nahmen keine Fahrer am Wettbewerb teil.

### 1. Tag
Die Tagesetappe war ein zweimal zu durchfahrender Rundkurs über insgesamt 244 Kilometer. Je Runde waren zwei Moto-Cross- und ein Enduro-Test als Sonderprüfungen enthalten.
Nach dem ersten Fahrtag führte in der World-Trophy-Wertung das Team aus Finnland vor Italien und Schweden.
In der Junior-Trophy-Wertung führte das spanische Team vor Italien und dem Gastgeber Portugal.

### 2. Tag
Am zweiten Tag waren wieder zwei Runden von je 116 Kilometern Länge zu absolvieren. Wieder waren zwei Moto-Cross sowie ein Enduro-Test zu fahren.
Die World-Trophy-Wertung führte am Vortag Finnland vor Schweden und Italien an.
In der Junior-Trophy-Wertung führte weiter das Team aus Spanien vor Italien und Frankreich.

### 3. Tag
Die dritte Tagesetappe war 214 Kilometer lang. An Sonderprüfungen waren je zwei Moto-Cross- und Enduro-Tests zu absolvieren.
In der World-Trophy-Wertung führte nach wie vor Finnland vor Schweden und Italien. Das deutsche Team belegte den 11. Platz.
Die Junior-Trophy-Wertung führte Team Spanien vor Italien und Portugal an. Das deutsche Team lag auf den 8. Platz.

### 4. Tag
Am vierten Tag wurde die gleiche Strecke des Vortags gefahren.
Am Ende des vierten Fahrtags führte in der World-Trophy-Wertung weiter unverändert Finnland vor Italien und Schweden. Das deutsche Team verbesserte sich auf den 10. Platz.
In der Junior-Trophy-Wertung führte die Mannschaft Spaniens vor Italien und der Tschechischen Republik. Das deutsche Team verbesserte sich auf den 7. Platz.

### 5. Tag
Die Strecke des fünften Fahrtags war 221 Kilometer lang. Es waren zwei Moto-Cross- und ein Enduro-Test je Runde enthalten.
Die Zwischenstände nach dem fünften Fahrtag: In der World-Trophy-Wertung führte weiter das finnische Team vor Italien und Australien. Die deutsche Mannschaft verbesserte sich auf den 8. Platz.
In der Junior Trophy führte weiter Team Spanien vor Italien und der Tschechischen Republik. Das deutsche Team lag nach wie vor auf dem 7. Platz.

### 6. Tag
Am letzten Fahrtag wurde eine kurze Etappe von 28 Kilometern Länge gefahren. Es herrschte starker Regen, der die Strecke für das Abschluss-Moto-Cross stark aufweichte bis unpassierbar machte. Die ersten Fahrergruppen absolvierten noch ihre Rennen, bis der Veranstalter es abbrach und die Wertung annullierte. Somit waren die Zwischenstände nach 5 Fahrtagen gleichzeitig die Gesamtergebnisse.

## Endergebnisse

### World Trophy
| Platz | Team                   | Zeit        |
| ----- | ---------------------- | ----------- |
| 1.    | Finnland               | 2:15,28     |
| 2.    | Italien                | 12:11,04    |
| 3.    | Australien             | 32:51,55    |
| 4.    | Portugal               | 41:16,53    |
| 5.    | Spanien                | 45:19,18    |
| 6.    | Vereinigte Staaten     | 51:28,80    |
| 7.    | Vereinigtes Königreich | 1:06:40,05  |
| 8.    | Deutschland            | 1:13:25,53  |
| 9.    | Belgien                | 1:13:34,60  |
| 10.   | Tschechien             | 1:24:49,94  |
| 11.   | Niederlande            | 2:08:50,02  |
| 12.   | Schweden               | 2:13:55,24  |
| 13.   | Kanada                 | 3:28:44,00  |
| 14.   | Andorra                | 15:55:53,78 |
| 15.   | Südafrika              | 16:08:14,19 |
| 16.   | Irland                 | 19:45:26,82 |
| 17.   | Frankreich             | 24:59:25,24 |
| 18.   | Chile                  | 26:29:10,98 |

### Junior World Trophy
| Platz | Team                   | Zeit        |
| ----- | ---------------------- | ----------- |
| 1.    | Spanien                | 15:19,81    |
| 2.    | Italien                | 19:51,69    |
| 3.    | Tschechien             | 27:24,56    |
| 4.    | Australien             | 38:40,70    |
| 5.    | Frankreich             | 40:06,05    |
| 6.    | Vereinigtes Königreich | 43:44,79    |
| 7.    | Deutschland            | 53:48,22    |
| 8.    | Portugal               | 1:10:20,00  |
| 9.    | Chile                  | 1:57:54,67  |
| 10.   | Schweden               | 4:24:38,55  |
| 11.   | Südafrika              | 5:13:24,38  |
| 12.   | Finnland               | 8:56:47,76  |
| 13.   | Vereinigte Staaten     | 11:04:59,37 |

### Club Team Award
| Platz | Team                                 |
| ----- | ------------------------------------ |
| 1.    | SMI MK                               |
| 2.    | ADAC Dresden                         |
| 3.    | ADAC Stuttgart                       |
| 4.    | Salt Fork Dirt Riders                |
| 5.    | KBS UAMK Team Unhost                 |
| 6.    | Intimiano                            |
| 7.    | Witley & District                    |
| 8.    | ADAC Frankfurt                       |
| 9.    | Wales Team B                         |
| 10.   | Southern Motorcycle Club/Isle of Man |

## Teilnehmer
| Staat                  | World Trophy Team | Junior World Trophy Team                                                                                                 |
| ---------------------- | --- | --- |
| Andorra                | Santiago Llorens (TM 125) Jordi Guardia Barbosa (GasGas 250) Marcel Ribos Sorrobes (GasGas 250) Carles Iscla Garcia (GasGas 250) Esteve Tor Armensol (GasGas 250) Ruben Caminal Sallent (Husaberg 400) | |
| Australien             | Damien Smith (TM 125) Ben Grabham (Husqvarna 125) Timothy Martin (Yamaha 250) Geoffrey Ballard (Honda 250) Stuart Morgan (Yamaha 400) Ian Cunningham (Vertemati 500 4T)                                | Jeremy Gannon (KTM 125) Adam Waldon (KTM 250) Matthew Stallman (Honda 250) Craig Douglas (Yamaha 250)                    |
| Belgien                | Eric Piraux (Suzuki 125 2T) Frederic Huynen (Honda 250 2T) Philippe Delsemme (GasGas 250 2T) Raphael Leclerq (KTM 250 2T) Pierre Saeys (Kawasaki 250 4T) Serge de Gezelle (Yamaha 400 4T)              | |
| Chile                  | Francisco Lopez (TM 125) Goncalo Perez (KTM 250) Alejandro Denarm (KTM 400) Ruy Barbosa (KTM 400) Cristobal Videnabe (KTM 400) Alejandro Garcia H. (KTM 400)                                           | Rodrigo Perez (KTM 125) Clay Boreins (GasGas 250) Nicolás Urrutia (KTM 400) Ricardo Leon (KTM 400)                       |
| Deutschland            | Dirk Schumann (Husqvarna 125) Dirk Sauer (Husqvarna 250) Arne Domeyer (KTM 400) Udo Grellmann (KTM 400) Karsten Wills (Husaberg 500) Dirk von Zitzewitz (KTM)                                          | David Trinks (Husqvarna 125) Marko Barthel (Husqvarna 250) Rüdiger Bachmann (Husqvarna 250) Christoph Seifert (KTM 400)  |
| Finnland               | Juha Salminen (KTM 125) Petteri Silvan (GasGas 250) Mika Ahola (TM 250) Jani Laaksonen (GasGas 250) Vesa Kytönen (Kawasaki 250) Kari Tiainen (KTM 500 4T)                                              | Mikko Pihljavesi (Yamaha 125) Riku Riihelainen (TM 125) Tuomas Ahonen (Suzuki 250) Juha Laakso (GasGas 250)              |
| Frankreich             | Eric Bernard (KTM 125) Gilles Algay (Yamaha 125) David Frétigné (Yamaha 250) Laurent Charbonnel (Kawasaki 250) Cyril Esquirol (Honda 400) Laurent Pidoux (Husqvarna 400)                               | Marc Germain (KTM 125) Guillaume Porte (GasGas 250) Olivier Samofal (Husqvarna 250) Sebastien Tchernevsky (Kawasaki 250) |
| Irland                 | Stanley Callaghan (Kawasaki 250) Adrian Lappin (TM 250) Vinnie Fitzsimon (Kawasaki 250) Paul McGuire (TM 250) Robert Dawson (Honda 400) Paul McMin (Husqvarna +500 4T)                                 | |
| Italien                | Giovanni Sala (KTM 250) Stefano Passeri (KTM 250) Jarno Boano (Honda 250) Gianmarco Rossi (Honda 250) Mario Rinaldi (KTM 400) Fabio Farioli (KTM 500)                                                  | Ivan Boano (Husqvarna 125) Simone Albergoni (KTM 125) Ricardo Fermi (KTM 250) Frederico Mancinelli (Honda 250)           |
| Kanada                 | Barry Rempel (KTM 125) Dale Walsh (KTM 250) Murray Dyck (KTM 250) Doug Beer (Honda 250) Peter Degraaf (Husaberg 400)                                                                                   | |
| Niederlande            | Stephan Braakhekke (Husqvarna 125) Peter Lenselink (KTM 125) Sandor Heman (Honda 125) Tom Hemmelder (KTM 250) Eric Verhoef (KTM 250) Franck Isfordink (KTM 250)                                        | |
| Portugal               | Pedro Bianchi Prata (TM 125) Ruben Faria (Yamaha 125) Victor Azevedo (Honda 125) Miguel Farrajota (TM 250) João Marques (Yamaha 250) António Oliveira (Honda 400)                                      | Sandro Marcos (Kawasaki 125) Paulo Gonçalves (Honda 250) Hélder Rodrigues (Yamaha 250) Pedro Afonso (Kawasaki 250)       |
| Spanien                | Aldo Bach (KTM 125) Isidre Esteve (KTM 125) Antonio Villegas (KTM 125) Xavier Pons (Honda 250) Joan Roma (KTM 500 4T) Jordi Duran (KTM 500 4T)                                                         | Arnau Vilanova (TM 125) Xacob Agra (KTM 250) Gerard Farres (KTM 250) Miki Arpa (Husqvarna 250)                           |
| Südafrika              | Geoffrey Wolhuter (KTM 125) Darryl Curtis (KTM 250) Brian Bontehonning (KTM 250) Uli Poppe (KTM 250) Ralph Pitchford (KTM 250) Carel Leroux (KTM 500)                                                  | Lawrence Maroney (KTM 125) Elmer Symmons (KTM 125) Riann van Niekerk (KTM 125) Bernard Johnstone (KTM 250)               |
| Schweden               | Rikard Larsson (Husqvarna 125) Peter Bergvall (Husaberg 400) Jonas Hermansson (Husaberg 400) Anders Eriksson (Husqvarna +500 4T) Björne Carlsson (Husaberg +500 4T) Martin Lind (Husaberg +500 4T)     | Niklas Gustafsson (KTM 125) Marcus Olsen (TM 250) Thorbjörn Back (Husaberg 400) Fredrik Georgsson                        |
| Tschechien             | Zdenek Gottvald (Husqvarna 125) Roman Michalík (TM 125) Lubomir Vojkuvka (Husaberg 250) Martin Macek (Yamaha 400) Otokar Kotrba (Yamaha 400) Bohumil Posledni (KTM 500)                                | Martin Malat (KTM 125) Michal Rudolf (KTM 125) Milan Baros (TM 250) Jan Holada (Husaberg 250)                            |
| Vereinigtes Königreich | Wayne Braybrook (Honda 125) Mark Vaughan (Honda 250) John Shirt (GasGas 250) Richard Hay (Husqvarna 250) Joel Mitson (Kawasaki 250) Jason Fraser (Yamaha 400)                                          | Andrew Edwards (Honda 125) Roman Jones (Yamaha 125) Edward Jones (Yamaha 125) David Knight (Yamaha 250)                  |
| Vereinigte Staaten     | Brian Garrahan (KTM 125) Ty Davis (Yamaha 250) Destry Abbott (Kawasaki 250) Patrick Garrahan (KTM 250) Russ Pearson (KTM 250) Randy Hawkins (Yamaha 400)                                               | Brian Brown (KTM 125) Clay Boreing (GasGas 250) Craig Wesner (Kawasaki 250) Nathan Knight (GasGas250)                    |